# Paulo (juego de naipes)
El Paulo  es un juego de naipes jugado en algunos pueblos de Andalucía Oriental (España). 
El Paulo se juega en Níjar (Almería) y en Mairena del Alcor (Sevilla), hace al menos ,200 años.
En Barcelona se juega desde al menos 1930, con la llegada de emigrantes de Almería. Actualmente se conoce algún grupo de jugadores en Barcelona que organiza torneos de partidas de a ocho en las que no se permiten señas 

## Baraja
Se usa una baraja española de 40 cartas para 8 jugadores a la que se quitará el palo de las espadas si son 6 jugadores, quedando en total 30 cartas en juego y si son 4 jugadores se quitará el palo de las espadas y las copas.

## Jugadores
El número de jugadores será 4, 6 u 8. Los jugadores formarán dos equipos, sentándose de forma alterna un jugador de cada equipo alrededor de una mesa.
También se puede jugar entre dos jugadores solamente, pero no es lo habitual, ya que en el desarrollo del juego hay que comunicarse con los compañeros.

## Objetivo
El objetivo del juego es ganar 2 Pablos antes que el equipo rival.
Se establece la siguiente nomenclatura:
- cuerno: Primer equipo que llegue a 24 puntos.
- pablo: Conjunto de 2 cuernos

El objetivo será ganar 2 cuernos antes que el equipo contrario. Si se consigue se ha ganado un Pablo.
Un cuerno lo ganaremos cuando nuestro equipo consiga 24 puntos.
Para ganar 3 puntos, nuestro equipo deberá ganar 3 basas o que el equipo contrario se retire cuando nosotros hagamos un apuesta.
si al realizar la apuesta el equipo contrario la acepta esa partida pasara a valer 6 puntos, añadiendo 3 puntos más a medida que vamos apostando.

## Valores de las cartas
Existen cartas cuyo valor ordinal en el juego es siempre el mismo, y otras que variarán en función de la muestra o triunfo. El valor ordinal de las cartas será, de mayor a menor:

### Valores fijos
01.- Paulo o Pablo (Cuatro de bastos (alias, “ el tema”))

03.- Tuerto (Caballo de oros o camarero del siete)

### Valores de la muestra
02.- Andorra (el Tres del palo de la muestra)

04.- Malilla (el Dos del palo de la muestra)

05.- Rey

06.- Caballo (estará en juego si la muestra no es oros)

07.- Sota

08.- As

- Las siguientes cartas de la muestra se denominan Mijillas

11 de bastos “Buitre”
10 de oros “Mingui”
1 de oros “Naveta”
09.- Siete

10.- Seis

11.- Cinco

12.- Cuatro (estará en juego si la muestra no es bastos)

13. 12 de copas, no tiene ningún valor especial pero se le conoce como “el mirlo”.

### Valores que no son de la muestra
13.- Rey

14.- Caballo (si no es de oros)

15.- Sota

16.- As

17.- Siete

18.- Seis

19.- Cinco

20.- Cuatro (si no es de bastos)

21.- Tres

22.- Dos

- Al conjunto de las doce primeras cartas también se les denomina triunfos.

## Comunicación en el equipo
En la desarrollo del juego, hay que tener en cuenta las cartas propias y las de los compañeros. Aunque no es obligatorio, ha de procurarse que la comunicación sea sin palabras, para que el contrario no sepa lo que un equipo lleva.
Para ello se establecen una serie de señas que se hacen durante el transcurso del juego, referidas exclusivamente a los triunfos.
01.- Paulo (Se abre la boca como diciendo 'PA')

02.- Tuerto (Guiñando un ojo)

03.- Andorra (Torciendo la boca hacia un lado)

04.- Malilla (Sacando la lengua)

05.- Rey (Subiendo las cejas o mirando hacia arriba)

06.- Caballo (Moviendo los dedos de una mano de forma secuencial, - como golpeando una castañuela - o mordiéndose el labio inferior)

07.- Sota (Doblando el dedo índice y levantándolo o tocarse la oreja)

08.- As (Levantando el dedo pulgar)

09.- Mijillas (Se mueve la cabeza hacia un lado. Se puede hacer un movimiento por cada mijilla que se tenga)
Hay otras dos señas que corresponden a la cantidad de cartas que se llevan:
10.- No llevar triunfos: Ir ciego (Cerrar los ojos)

11.- Tener muchos triunfos: Ir cerrado (Tocarse la barbilla por debajo, como si se tuviera barba)
Lógicamente, estos movimientos habrán de hacerse ligeramente para que los demás jugadores no vean las señas.
La variante que se juega en Barcelona, proveniente de Cuevas de Almanzora, Almería, no admite señas. Las cartas que puedan llevar los compañeros u oponentes  se deben deducir a raíz de sus “paso” o “juega” como de las apuestas realizadas (tantos metidos). 

## Desarrollo del juego

### Equipos
Si los componentes de cada equipo no se han definido antes del comienzo del juego y se desea que sea por sorteo, se realizará el mismo de la siguiente forma:
- Sentados los jugadores alrededor de la mesa, uno de ellos irá repartiendo una a una cada carta del mazo, poniéndola boca arriba delante de cada jugador.
- Si un jugador recibe un rey dejará de recibir cartas.
- Según el número de jugadores, 4 o 6, los dos o tres primeros que reciban un rey formarán el primer equipo.

### Reparto de cartas
Si se ha hecho la distribución de equipos mediante el reparto de reyes, comienza repartiendo las cartas el jugador que obtuviera el primer rey. En otro caso será por acuerdo.
A este jugador se le llamará mano. El siguiente reparto lo hará el jugador de la derecha, y ese será el nuevo mano.
El jugador que reparte comienza barajando las cartas y ofreciendo al jugador de la izquierda que corte la baraja. Después repartirá las cartas dando cinco cartas seguidas a cada jugador, comenzando por su derecha. Si al terminar el reparto, se descubre que el mano se ha equivocado repartiendo cartas, dando de más o de menos a algún jugador, se barajará y repartirá de nuevo.
En el Paulo a 4 jugadores, después del reparto se enseñará la muestra, que será la siguiente carta a la última repartida, poniéndose en el centro de la mesa boca arriba y el resto de cartas encima de la muestra boca abajo, dejando que se vea.
En el Paulo a 6 jugadores, antes del reparto se enseñará la muestra, que será la última carta del mazo y que se pondrá en el centro de la mesa boca arriba. Posteriormente se procederá al reparto. Al jugador mano le corresponde quedarse con la muestra, aunque no podrá recogerla hasta que no le toque echar carta, por lo que en esta modalidad los jugadores tendrán que recordar el palo de la muestra. Aquí se encontrarán todos las cartas repartidas, y por lo tanto, también los triunfos.
También en esta modalidad, el mano no reparte todas las cartas al principio, sino que retiene las cartas del contrario, de la siguiente forma:
- Reparte las cartas al jugador de su derecha (rival) y seguidamente a su propio compañero.
- Hasta que el jugador de la derecha no haya puesto una carta en juego, no reparte las cartas al siguiente jugador rival y al siguiente jugador compañero.
- Se hace lo mismo con el último jugador contrario.

### Comienzo del juego
El jugador que está a la derecha del mano coloca una carta de las 5 que tiene en la mesa, delante de él y boca arriba. El jugador que se encuentra a su derecha pondrá otra y así sucesivamente hasta llegar al último jugador, también llamado postre, que colocará la última carta. En la primera baza, el postre coincide con el mano.
En el Paulo a 6 jugadores, en la primera baza que se juega, el postre dejará la muestra visible mientras el resto de jugadores van echando cartas, hasta que le toque. En ese momento podrá jugar con la carta de muestra o recogerla y dejar otra que considere oportuna.
Cuando todos los jugadores hayan colocado su carta se podrá ver qué equipo gana la baza en función de los valores de las mismas. El jugador que haya colocado la carta de mayor valor será el que se lleve la baza para su equipo. En caso de que ningún jugador haya echado un triunfo, se considerará como palo de mayor valor el de la carta del jugador que haya salido primero.
El jugador que gana la baza recogerá las cartas mostradas y pasará a ser el primero en echar una carta. El jugador a su izquierda será el nuevo postre.
Hay que tener en cuenta que la carta que echa el jugador que sale ha de ser asistida, es decir, el resto de jugadores han de echar cartas del mismo palo o, si lo desean, podrán echar de la muestra. Solo en caso de no disponer de cartas de los tipos anteriores, se podrá echar cualquier otra carta.
En caso de no hacerse así, y si el equipo contrario lo reclama, se perderá la mano como si el equipo se hubiese ido.
Existen dos conceptos en este aspecto, ya que obliga a que los jugadores suelten cartas de la muestra:
- Avarear de grande: el jugador que sale comienza la baza mostrando un triunfo de alto valor, generalmente el Paulo o el Tuerto.
- Avarear de chica: el jugador que sale comienza la baza mostrando un triunfo de bajo valor.

Hay que tener en cuenta que el Paulo es el único triunfo que no está obligado a asistir, pero sí el Tuerto.
Al término de la mano, si no ha terminado la partida, el nuevo mano tomará todas las cartas y comenzará el reparto de nuevo.

### Apuestas
Las apuestas se realizan para ganar chinos y así conseguir ganar medio Paulo. Pueden ocurrir dos situaciones en un equipo al acumular chinos:
- Estar al quiero: Cuando a un equipo le falta un chino para ganar medio Paulo
- Estar al canuto: Cuando a un equipo le faltan dos chinos para ganar medio Paulo

Se podrán hacer apuestas de chinos durante una mano teniendo en cuenta las siguientes normas:
- Los chinos apostados se pondrán en el centro de la mesa, en un lugar bien identificado y distinto al montón inicial de chinos.
- La apuesta la puede hacer un jugador antes de echar una carta y únicamente en su turno.
- La primera apuesta que se haga la podrá hacer como muy pronto el postre en la primera baza, excepto si uno de los dos equipos se encuentra al quiero, en cuyo caso se podrá hacer desde el primer momento. En el Paulo a 6 jugadores, la primera apuesta la podrá hacer el segundo jugador en echar carta, en la primera baza.
- La apuesta inicial de una mano será de tres chinos, a excepción de que uno de los dos equipos esté al canuto, que será de dos chinos.
- Una vez realizada la apuesta inicial, las apuestas se harán incrementando en un chino, y podrá hacerla cualquier jugador.
- Después de que un equipo haga una apuesta, deberá esperar a que el equipo contrario decida si la acepta o no.
- Si un equipo no acepta una apuesta podrá irse (abandonar), es cuyo caso se quitará un chino de los apostados y el equipo ganador se llevará el resto.
- Si un equipo acepta una apuesta, no se retirará ningún chino aunque posteriormente se vaya.
- Si no se han realizado apuestas durante toda la mano y se llega al término de esta, el equipo que haya conseguido las tres bazas se llevará dos chinos, excepto si algún equipo se encuentra al canuto, que será un solo chino lo que se lleve.
- Si después de que un equipo gane, contabiliza en total nueve chinos o más, dejará nueve chinos en el montón inicial y se quedará con los que queden. En este caso se dice que el equipo tiene una pata y chinos buenos.

### Situaciones especiales

#### Estar al quiero
Cuando uno de los dos equipos se encuentra al quiero, el juego cambia con las siguientes acciones:
- El equipo que se encuentra en esta situación devuelve los chinos ganados al montón inicial de chinos.
- Después de repartir, el jugador del equipo que está al quiero y que se encuentre a la derecha del mano o si en ese momento es mano mostrará los triunfos poniéndolos sobre la mesa. También existe la opción de hacer las señas o decirlo de palabra.
- Su compañero, que puede ser postre o estar a la izquierda del postre, deberá valorar si juegan o no, aunque normalmente se decide entre los miembros del equipo.
- En caso de no jugar, el equipo que está al quiero se irá y el equipo contrario ganará un único chino.
- Puede darse el caso de que los dos equipos terminen encontrándose al quiero. En este caso se llama quiero forzoso y se jugarán las cartas que toquen en el reparto, sin opción a irse. Con lo que siempre saldrá un equipo ganador de medio Paulo.

En el Paulo a 6 jugadores, cuando uno de los dos equipos se encuentra al quiero se repartirán todas las cartas, sin retenerlas, ya que han de estar todos los triunfos en juego para decidir si juegan o se van.

#### Carteta
De forma excepcional, se podrá jugar una mano echando carteta. Esta forma puede jugarse si ninguno de los dos equipos ha llegado a ganar chinos buenos.
Si el jugador mano pertenece al equipo que desea jugar la carteta, podrá repartir para esta modalidad y el equipo contrario no podrá negarse. Si no es así, el equipo que lo desea deberá solicitarlo al equipo contrario y este podrá negarse.
Si se acepta, el jugador mano baraja de forma habitual pero reparte solo al jugador de su derecha y a su compañero. Mientras, el resto de jugadores esperan. La forma de jugar es la misma, pero solo entre dos jugadores.
Cuando termina la primera carteta las cartas que han participado se retiran de la mesa, incluida la muestra, y el jugador mano repartirá para jugar la segunda carteta al jugador de su izquierda y a él mismo. Al terminar las dos cartetas, el nuevo mano será, como siempre, el jugador de su derecha.
En el Paulo a 6 jugadores, se repartirá la primera carteta a los dos jugadores a la derecha del mano, después los dos siguientes, y por último al jugador a la izquierda del mano y a sí mismo.
Esta modalidad solo puede jugarse una vez en el transcurso de medio Paulo.

## Estrategias
Al ser un juego de equipo, influye mucho la compenetración entre los jugadores para ganar. No obstante se pueden seguir ciertas pautas:
- Las señas se suelen hacer al postre ya que será el que dirija el juego, y normalmente indicará a cada jugador lo que ha de tirar en cada momento. También se puede hacer las señas al jugador de más experiencia o que lleve más triunfos.
- Realizar una conversación de palabra independientemente del juego puede ayudar a despistar al contrario y que no se percate de las señas que se realizan.
- Y al contrario, es conveniente estar atento a las señas que puedan pasarse el otro equipo.
- La posición de los triunfos en cada jugador rival es importante para establecer la estrategia.
- Tener en cuenta que al hacer un avareo también suelta triunfos el equipo propio.
- Un triunfo, en el mejor de los casos, solo puede hacer una baza.
- No se recomienda al término de la mano mostrar las cartas al contrario, ya que eso hará que se sepa la estrategia que un equipo lleva.
- No siempre hay que mantener los triunfos grandes hasta el final de la mano.
- Si el equipo contrario se encuentra al quiero no hay que dejar pasar ningún turno sin apostar, hasta que se llegue al total de chinos para conseguir medio Paulo.
- Hay que tener en cuenta que, en el Paulo a 4 jugadores, podrían encontrarse triunfos dormidos en el mazo del centro, y que no participarán en esa mano.
- En el Paulo a 6 jugadores, en la primera baza, al pertenecer la muestra al postre, el equipo contrario suele echar una carta superior a esta.
- Cuando los contrincantes protestan por especular que cartas tenían el contrario, se les responde con la expresión "Ver dío".

## Variantes

### Variante jugada en Lanjarón, Granada
En este apartado se indican únicamente las diferencias respecto al Paulo explicado en el artículo:

#### Glosario de la variante
- Chico: Tipo de Maíz que indica que ha sido apostado, pero que el equipo contrario no ha aceptado.
- Gordo: Tipo de Maíz que indica que ha sido apostado y el equipo contrario ha aceptado.
- Jandorra: Andorra
- Maíces : Chinos
- Toro: Carteta

#### Cambios en el juego
- Las espadas se quitan de la baraja cuando se juega entre 2 o 4 jugadores.
- Los maíces se diferencian en gordos o chicos.
- El objetivo es ganar 20 gordos.
- Las patas son de 10 gordos.
- Un equipo estará al quiero cuando tenga al menos 18 gordos y 2 chicos.
- Si un equipo se encuentra al quiero, y se está jugando un Toro, el equipo contrario apostará dos maices sin ver las cartas. Si no se está jugando un Toro, el equipo contrario apostará en su turno.

#### Apuestas
- La apuesta inicial siempre es de dos maíces, uno gordo y uno chico. Si el equipo contrario acepta la apuesta, el chico pasa a ser gordo.
- Las apuestas siguientes siempre serán de uno chico. Igualmente, Si el equipo contrario acepta la apuesta, el chico pasa a ser gordo.
- Si un equipo no acepta la apuesta, el chico igualmente se lo lleva el equipo ganador. Si se consiguen tres chicos se cambiarán por uno gordo.
- La primera apuesta de una mano la podrá hacer un jugador antes de ver las cartas o después de que su equipo gane una baza.
- Si no se han apostado maíces, el equipo ganador se lleva un gordo.

#### Comunicación
Caballo: Ladear la cabeza una vez.

Sota: Deslizar la punta del pulgar sobre la punta del dedo índice.

Tener triunfo: Elevar un hombro tantas veces como triunfos se tenga.

Fallos: Tocar la parte alta de las cartas. Indica que se tienen reyes que no son de la muestra.

#### Toro
Existen dos formas de jugar un Toro. La forma que es igual que las Cartetas se llama Toro sencillo.
En el Toro normal, cada jugador de un equipo juega contra cada uno de los jugadores del equipo rival, con lo que el número de manos a jugar de dos en dos será igual al cuadrado del número de jugadores de un equipo (4 o 9).
Existe la regla de que si un equipo tiene catorce gordos o más, no se puede jugar un Toro sencillo.

## Glosario
- Andorra: Carta representada por el tres de la muestra.
- Arrastrar: Triunfar
- Avarear: Triunfar
- Asistir: Obligación de echar una carta del mismo palo que el jugador que ha iniciado la baza. Si no hay, se echa un triunfo.
- Carteta: Modo excepcional de juego por parejas en partidas por equipos.
- Chino objeto pequeño que sirve para contabilizar puntos.
- Chinos buenos: Chinos pertenecientes a la segunda pata.
- Chinos malos: Chinos pertenecientes a la primera pata.
- Dormido: Aplicado a un triunfo. Indica que el triunfo ha quedado en el mazo y no participa en la mano.
- Estar al canuto: El equipo se encuentra a falta de dos chinos para ganar.
- Estar al quiero: El equipo se encuentra a falta de un chino para ganar.
- Malilla: Carta representada por el dos de la muestra.
- Mano: 1.- Desarrollo parcial del juego, desde que se reparte, hasta que un equipo gana 3 bazas o abandona. 2.- Nombre del jugador que ha de repartir.
- Medio Paulo: Conjunto de 2 patas.
- Mijilla: Carta de la muestra con valor por debajo del As.
- Muestra: Carta que indicará el palo de mayor valor en una mano.
- Pata: Conjunto de 9 chinos.
- Paulo: 1.- Nombre del juego. 2.- Conjunto de dos medios Paulo. 3.- Carta del cuatro de bastos.
- Tuerto: Carta del caballo de oros
- Triunfo: Carta que pertenece al palo de la muestra o el Paulo o el Tuerto.
- Triunfar: Iniciar una baza con un triunfo.
- Irse: Cuando el equipo abandona la mano.
- Ir ciego: Cuando no se llevan triunfos.
- Ir cerrado: Cuando se llevan bastantes triunfos. Será una valoración personal ya que puede significar tres triunfos grandes, cinco pequeños, etc.